# Triaspis glaucophylla
Triaspis glaucophylla är en tvåhjärtbladig växtart som beskrevs av Adolf Engler. Triaspis glaucophylla ingår i släktet Triaspis och familjen Malpighiaceae. Inga underarter finns listade i Catalogue of Life.